# والته

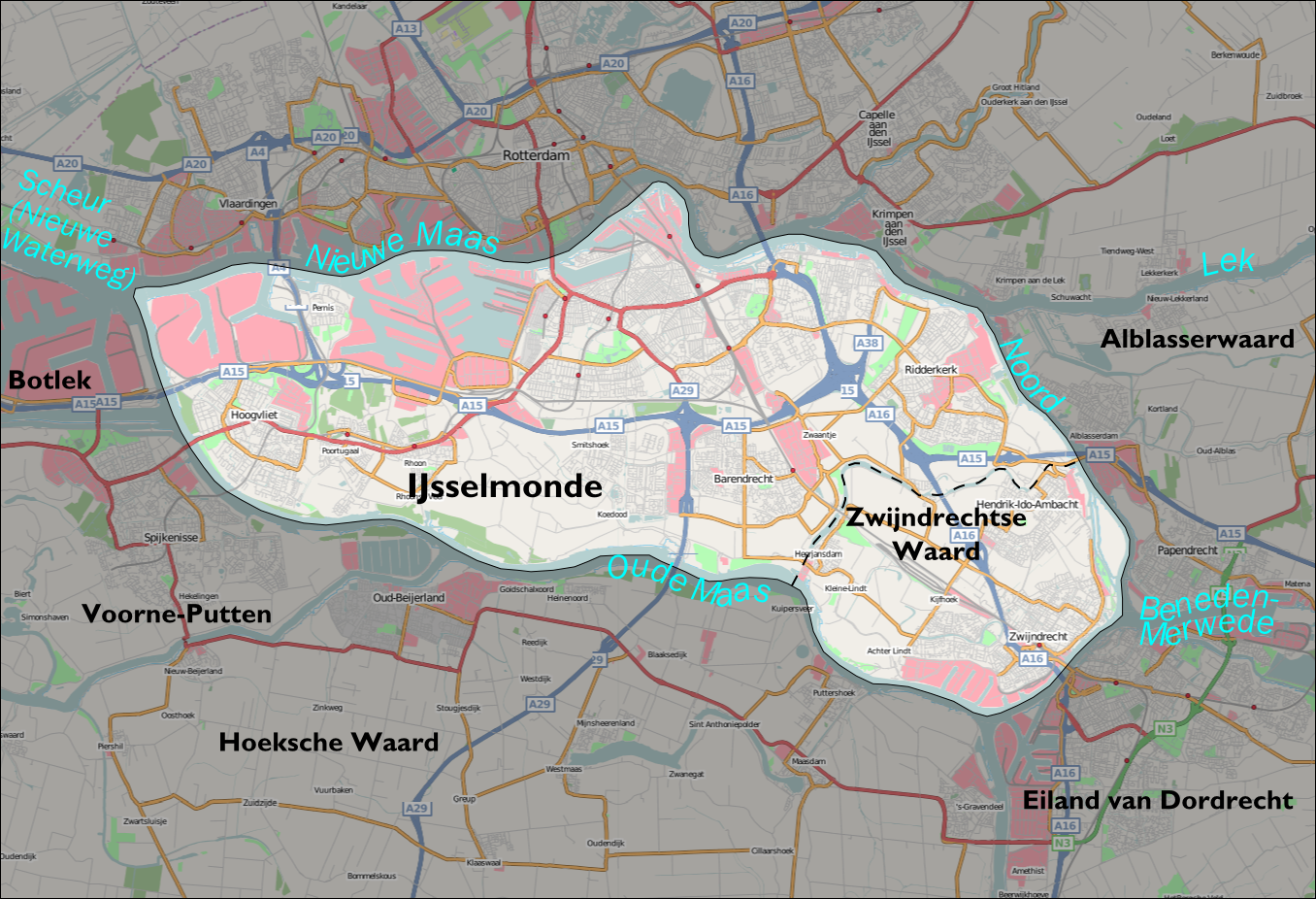
نقشه آیزلموند امروز با والته به عنوان خط خطی، جدا کردن جزیره سابق آیزلموند وارد از دوران تاریخی آیزلموند.

والته (نام مشترک؛ هلندی برای وال کوچک) یک رودخانه سد بندی شده در غرب هلند در جنوب شرقی روتردام است. از لحاظ تاریخی، قسمت غربی رودخانه وال بوده، از این رو نام رسمی آن همچنان وال است، اگر چه بخش‌های میانی آن، بندن مرود، بون مروده و بخش نورد، مدت هاست نام‌های خود را تغییر داده‌اند.

## آب
والته مرز میان سویندرکسه وارد، که در گذشته جزیره ای مجزا بوده و جزیره تاریخی آیزلموند را نشان می‌دهد. از زمانی که این قسمت از وال سد بندی شد، آیزلموند و همچنین آیزلموند وارد را احاطه می‌کند (نقشه را به سمت راست ببینید).
والته از هندریک -ایدو امبخت جاری می‌شود، همراه استندام، از طریق ریجسورد، و همراه بارندرخت تا هیرجنسدام. در هیرجنسدام در حال حاضر آن به اده ماس از طریق یک ایستگاه پمپاژ متصل می‌شود. در سال ۱۳۳۲، ویلیام اول ، کنت هاینات در استندام روی وال سد زد. والته از طریق بندر قدیمی امبخت و یک آب‌بند که به قایق‌های رودخانه امکان عبور از استندام را تا قرن ۲۰ می‌داد، به نورد متصل می‌شد.
از آنجا که هیچ اتصال دریایی در دسترس نیست. اخیراً، بندر قدیمی امبخت نیز در سمت شمال شرقی سد بندی شد، و آن را تبدیل به بخش محصور شده دیگر وال قدیمی کرد.

## مدیریت و استفاده مستقیم
والته توسط هیئت مدیره هلند دتلا مدیریت می‌شود. بستراین رودخانه برای قایقرانی، ماهیگیری آماتور، غواصی، شنا و اسکیت روی یخ استفاده می‌شود.

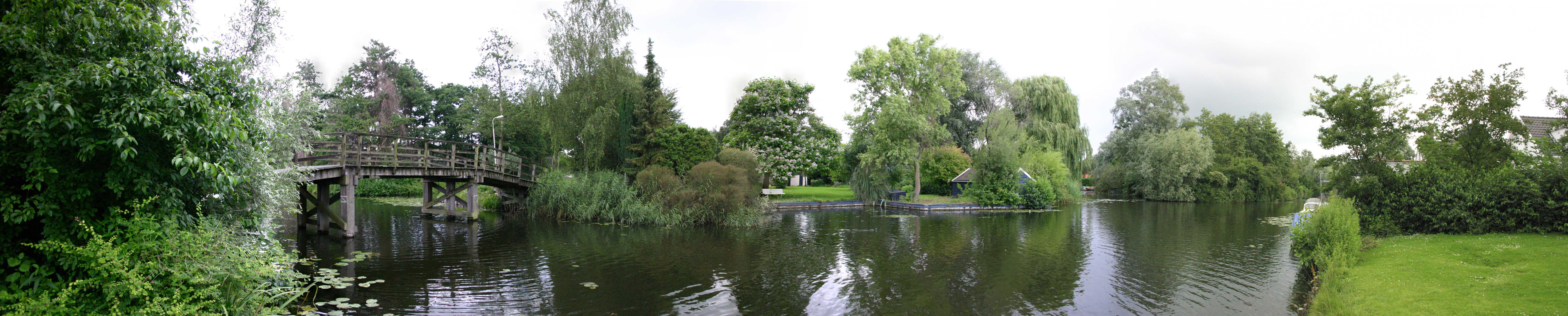
عکس پانوراما از والته بین هندریک-ایوو آمباکت و اوستندام. پل عابر پیاده سمت چپ در دهه ۱۹۷۰ ساخته شد.